# Krajowy rejestr pojazdów kolejowych
Krajowy rejestr pojazdów kolejowych – rejestr pojazdów kolejowych dopuszczonych do eksploatacji na terytorium Rzeczypospolitej Polskiej.
Rejestr prowadzony przez Prezesa UTK zawierał w szczególności:
- informacje o deklaracji weryfikacji WE podsystemu i oznaczenie podmiotu, który ją wydał;
- europejski numer pojazdu (EVN);
- dane identyfikacyjne właściciela pojazdu kolejowego i dysponenta;
- informacje o ograniczeniach w użytkowaniu pojazdu kolejowego;
- oznaczenie podmiotu odpowiedzialnego za utrzymanie pojazdu kolejowego;
- odnośniki do europejskiego rejestru typów pojazdów kolejowych[1].

Na początku 2022 roku krajowy rejestr pojazdów kolejowych został zamknięty.